# Aston Martin Virage (V12)
Pour les articles homonymes, voir Aston Martin Virage.
L'Aston Martin Virage est une automobile de Grand Tourisme conçue et produite de 2011 à 2012 par la firme britannique Aston Martin. Dévoilée en 2011 au salon international de l'automobile de Genève, elle reprend le nom d'une automobile de la marque produite de 1988 à 1996, l'Aston Martin Virage V8, cette dernière possédant toutefois un moteur V8, contrairement au présent modèle qui dispose d'un moteur V12.
Aston Martin ajoute ainsi à sa gamme une automobile dont le but est de donner un compromis entre la DB9, produite depuis 2004, et son évolution plus sportive, la DBS, produite depuis 2008. Le modèle se décline en version coupé et Volante. Avec une période de production d'un peu plus d'un an (18 mois), la Virage ne s'est vendue qu'à seulement 1000 exemplaires, devenant ainsi une rareté instantanée et un futur classique.

## Caractéristiques

### Design
L'Aston Martin Virage reprend de nombreux éléments stylistiques de la DB9 et de la DBS. Ainsi, elle possède la même allure effilée, qui s'oppose quelque peu à l'apparence plus compacte des modèles de la gamme Vantage, qu'il s'agisse de la V8 Vantage, en version normale et en version S, ou de la V12 Vantage. La Virage possède en effet un style plus agressif que la DB9 mais cependant moins racé que la DBS. La face avant reprend le style de la V8 Vantage en version S en présentant un bouclier sombre alors que la face arrière se distingue des autres modèles par un extracteur de la couleur de la carrosserie, situé sous les sorties des deux pots d'échappement, fixés dans le bouclier arrière de la Virage.
Une différence notable avec ces deux derniers modèles est l'adoption de phares doubles au xénon très étirés possédant, sur leur bord intérieur, une rangée de LED, une caractéristique partagée avec les modèles Vantage. Bien évidemment, la calandre caractéristique Aston Martin, formant un T renversé est présente sur l'Aston Martin Virage et est réalisée ici en acier inoxydable à la main. Par ailleurs, comme sur toutes les automobiles Aston Martin, des prises d'air, en l'occurrence au nombre de deux, situées sur le capot avant de la voiture ont été insérées.
L'Aston Martin Virage est disponible en 24 teintes de carrosserie : du Cobalt Blue au Madagascar Orange en passant par le Magma Red. Aston Martin propose 4 coloris pour les étriers de freins : bleu, gris, rouge et jaune.
Quant à l'aménagement de l'habitacle, la Virage se décline en version 2 places et version 2+2 places. On retrouve une console centrale partagée avec tous les autres modèles de la gamme concentrant la plupart des commandes des équipements de la voiture tels que la boîte de vitesses qui se caractérise par quatre boutons P, R, N et D affectant la marche du véhicule, la commande du système audio Dolby ProLogic II de 700W ou Bang&Olufsen de 1000W et l'orifice destiné à recevoir la clé de la voiture, taillée en verre et acier inoxydable. La majeure partie de l'habitacle est habillée de cuir de vachette disponible en 20 coloris, y compris dessus de la planche de bord et plafond dans la version coupé, pouvant aussi être garni d'alcantara.

### Performances

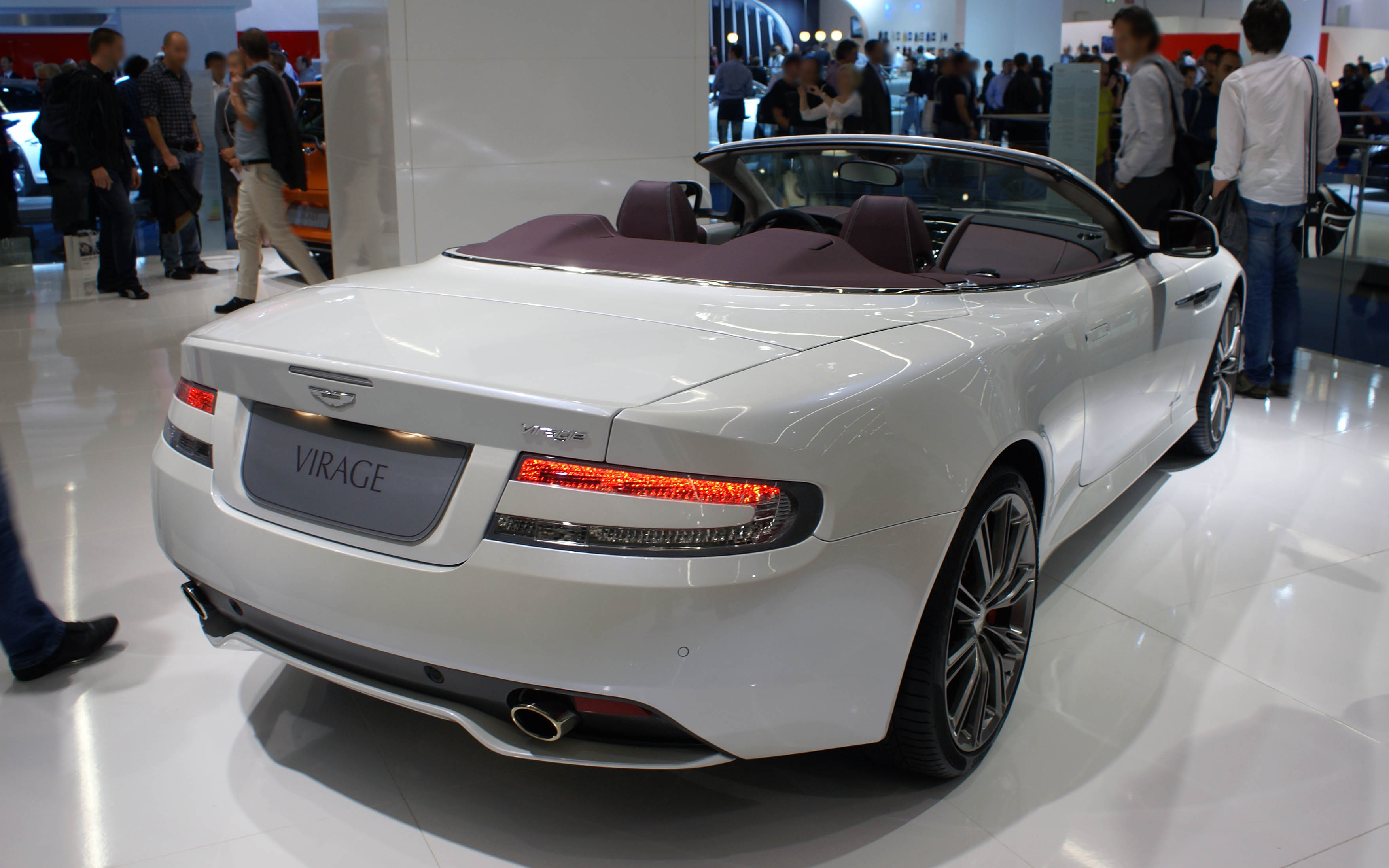
Une Aston Martin Virage Volante à l'édition 2011 du salon de l'automobile de Francfort vue de derrière.

L'Aston Martin Virage dispose d'un 12 cylindres en V à 60° développant 490 chevaux à 6500 tr/min, soit treize de plus que la DB9 et vingt-sept de moins que la DBS. Assemblé à la main dans l'usine Aston Martin à Cologne, le moteur de la Virage produit 570 N m à 5750 tr/min et la propulse de 0 à 100 km/h en 4,6 secondes. Ce dernier, en position centrale-avant, permet au véhicule au châssis VH, intégralement composé d'aluminium et de magnésium composite, d'atteindre 299 km/h en vitesse maximale.
La Virage dispose par ailleurs d'un mode Sport, qui ouvre les soupapes de dérivation d’échappement un peu plus tôt pour produire un rendement et une puissance maximale. En mode Sport, la transmission « Touchtronic 2 » assure un changement de rapports de 50 % plus rapide et permet de maintenir un même rapport, bien qu'une fois le limiteur de régime atteint.
La Virage dispose d'imposants freins à disques percés et ventilés en carbone céramique, de 398 mm de diamètre avec étriers 6 pistons à l'avant et 360 mm à l'arrière, nommés CCM, la Matrice de Carbone Céramique. En ce qui concerne la suspension, à l'avant tout comme à l'arrière sont présents : ressorts hélicoïdaux, barre antiroulis, amortisseurs monotube adaptatifs et doubles triangles de suspension indépendants avec contrôle antiplongée, anti-cabrage et anti-soulèvement, l'ensemble géré par l'ADS, le système d'amortissement piloté.

## L'Aston Martin Virage Volante
Il existe une version cabriolet de l'automobile en question développée par la firme britannique : il s'agit de l'Aston Martin Virage Volante. Elle représente ce qu'est la DB9 Volante pour la DB9, ce qu'est la DBS Volante pour la DBS: un coupé-cabriolet de grand tourisme, possédant une capote en tissu Thinsulate à motorisation électrique. Cette dernière se baisse et se remonte d’un coup de bouton, jusqu’à une vitesse de circulation de 50 km/h; une fois rangée, la capote se loge sous un couvre-tonneau. La version Volante, bien que toutefois 105 kg plus lourde et 7 mm plus haute, revendique les mêmes performances que la version coupé. Néanmoins, le volume de coffre de la version Volante n'offre que 152 L alors que la version coupé en offre 184 L.

## Modèles spéciaux

### Virage Zagato Shooting Brake

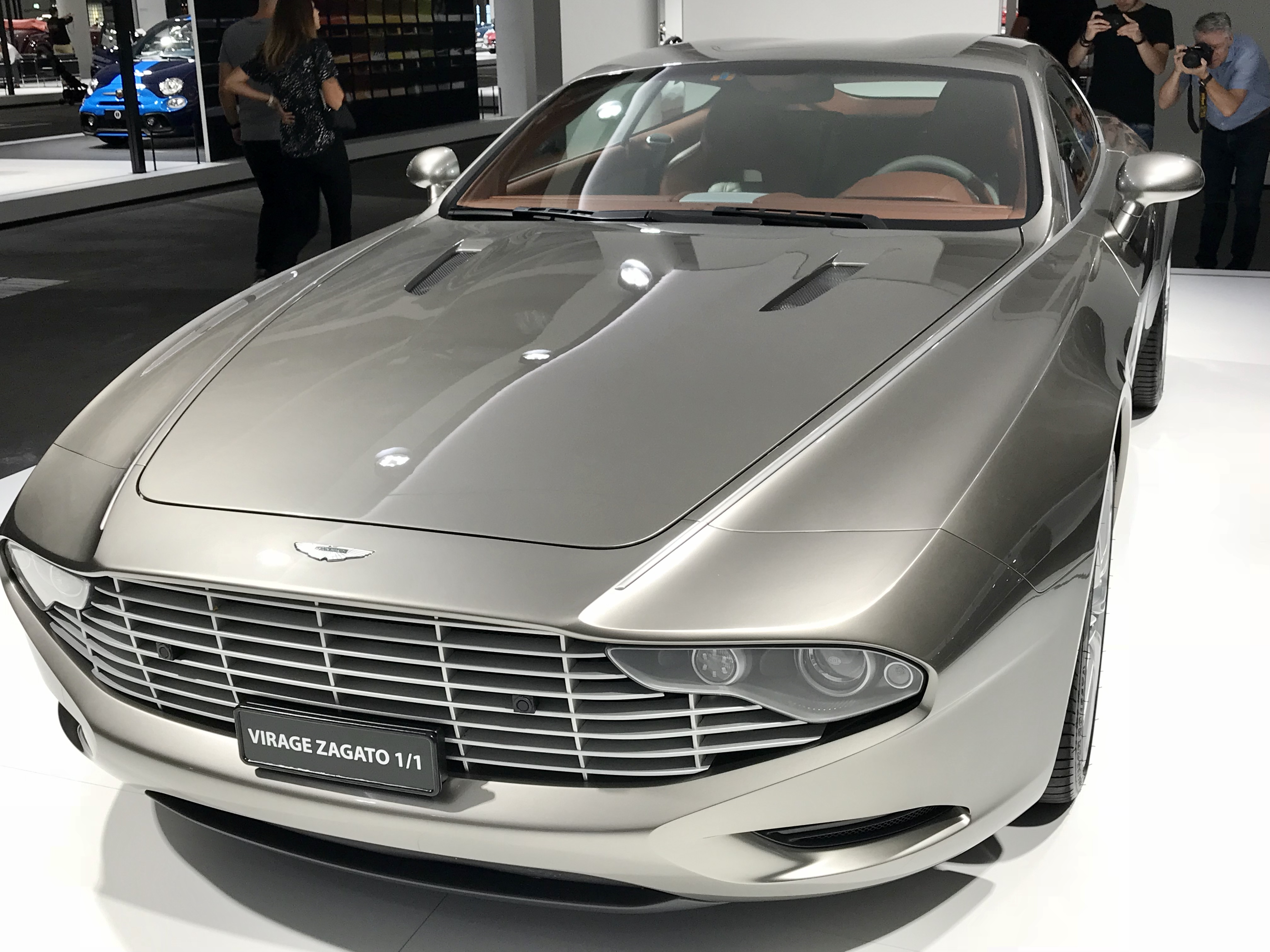
Virage Zagato Shooting Brake.

La Virage Zagato Shooting Brake est un modèle unique réalisé par Zagato pour les 100 ans d'Aston Martin en 2013 et basée sur la Virage. Elle est présentée le 8 septembre 2014 lors du concours d'élégence à Chantilly. Elle est la suite des DBS Zagato Centennial et DB9 Spyder Zagato Centennial dévoilées l'année d'avant .